# Le Collège invisible
Pour les articles homonymes, voir Collège invisible.
Le Collège invisible est une série de bande dessinée française scénarisée par Ange et dessinée par Régis Donsimoni, Cédric Ghorbani. Elle est éditée par Soleil Productions.

## Résumé
Le monde du petit peuple (lutins, fées, trolls...) est en effervescence car le mal absolu risque de bientôt réapparaître... Ensemble ils décident d'aller chercher de l'aide auprès d'un collège de magiciens. Ils choisissent l'élève magicien ayant la meilleure note, hélas celui-ci avec l'aide de son ami a lancé un sort à l'ordinateur faisant le calcul des notes : c'est en fait un cancre !

## Personnages
- Guillaume : un cancre. Son meilleur ami Thomas a lancé un sort à l'ordinateur des notes pour qu'il ne soit pas renvoyé du collège où il étudie la magie. Cependant le sort l'a fait arriver en premier du classement, faisant de lui le magicien suprême aux yeux du petit peuple et gardien de sa réalité. Il a sauvé un petit dragon, qu'il a appelé Dragounet, d'une horde de loup -garou, il semble comprendre son langage. Guillaume a la capacité de faire obéir les gens par la parole, il les influence. Même si c'est un cancre, il a réussi avec Dragounet et Thomas à vaincre l'incarnation du mal absolu dans Terra Mater et il a tout de même été nommé magicien suprême.
- Thomas : le meilleur ami de Guillaume. Pour empêcher que son ami soit renvoyé à cause de ses notes il a jeté un sort à l'ordinateur qui calcule les notes, le faisant arriver en haut du classement et provoquant sa rencontre avec le petit peuple, sa désignation en tant que magicien suprême et bien sûr son droit à rester étudier. Il a été mordu par un loup garou quand Guillaume a sauvé Dragounet et depuis il se transforme lui aussi.
- Dragounet : c'est le familier de Guillaume depuis qu'il l'a sauvé d'une horde de loup-garous. Il a été autorisé à rester au collège. C'est lui qui va prévenir les lutins s'il se passe quelque chose. C'est un petit dragon pourpre, quand il sera grand, il pourra atteindre la taille d'un avion de ligne.
- Adrien: apprenti négamage, meilleur élève du Collège invisible.
- Capucine : petite amie de Guillaume.
- Sylvie : incarnation de la Mort, elle a l'apparence d'une jeune fille aux cheveux blancs et à la tenue gothique. Elle apparaît dans le tome 4 et devient un membre du groupe d'amis de Guillaume et disparaîtra de la série sans raison apparente dans le tome 9.
- Merlin : cousin de Guillaume, meilleur élève du collège de Péquaure, collège rival du Collège invisible se situant à la campagne.
- Aleister : proviseur du Collège invisible.
- Tabatha :  professeur au Collège invisible.
- Viviane :  directrice du Collège de Péquaure.
- Sven, Mili et Bibi : les trois lutins amis de Guillaume.

## Liste des albums
1. 2002 : Cancrus Supremus
2. 2003 : Furor Draconis
3. 2004 : Astralum Cauchemardem
4. 2004 : Duelum Magickum
5. 2005 : Gestus Collegiem
6. 2006 : Galactus Destructor
7. 2007 : Retournum a la Terrum
8. 2008 : Lostum
9. 2010 : Rebootum Generalum
10. 2012 : Tyrannum et Mutatis
11. 2013 : Sacretum graalus
12. 2014 : Grandum Illusionum
13. 2015 : Quarantum Voleurum
14. 2016 : Burnem Witchæ Burnem
15. 2020 : Bouquetus Finalum

## Série dérivée
En 2008 sort la mini-série Mon dragon et moi chez Soleil Productions. Écrite par Ange et dessinée par Régis Donsimoni, cette série composée de deux tomes reprend les personnages de Guillaume et de Dragounet dans un tout nouveau contexte.
1. Bienvenue à Jolie Ville, 2008  (ISBN 978-2-302-00102-2).
2. Les Entrailles de Jolie Ville, 2010  (ISBN 978-2-302-00823-6).